# Idaea holosericiata
Idaea holosericiata är en fjärilsart som beskrevs av Hermann von Heinemann 1859. Idaea holosericiata ingår i släktet Idaea och familjen mätare. Inga underarter finns listade i Catalogue of Life.